# Bassa Mawem
Bassa Mawem (* 9. listopadu 1984) je francouzský reprezentant ve sportovním lezení a olympionik, vicemistr světa, vítěz světového poháru a mistr Francie v lezení na rychlost.
Světových závodů se účastní také jeho mladší bratr Mickael Mawem (* 1990), lezli spolu na LOH 2020.

## Výkony a ocenění
- 2013-2016: trojnásobný mistr Francie v lezení na rychlost
- 2016: nominace na Světové hry 2017 v polské Vratislavi za 4. místo na MS
- 2018: vicemistr světa, vítěz celkového hodnocení světového poháru
- 2021: účast na LOH 2020 v Tokiu, s bratrem ve finále, Bassa se zranil na závěr kvalifikace (v obtížnosti) a ve finále již nezávodil

### Závodní výsledky
| Světové hry | Světové hry |
| Rok         | 2017        |
| ----------- | ----------- |
| Rychlost    | 7           |

| Mistrovství světa | Mistrovství světa | Mistrovství světa | Mistrovství světa | Mistrovství světa |
| Rok               | 2012              | 2014              | 2016              | 2018              |
| ----------------- | ----------------- | ----------------- | ----------------- | ----------------- |
| Obtížnost         |                   |                   |                   | 105-106           |
| Rychlost          | 17-18             | 7                 | 4                 | 2                 |

| Světový pohár       | Světový pohár | Světový pohár | Světový pohár | Světový pohár | Světový pohár | Světový pohár | Světový pohár | Světový pohár | Světový pohár | Světový pohár   |
| Rok                 | 2006          | 2008          | 2011          | 2012          | 2013          | 2014          | 2015          | 2016          | 2017          | 2018            |
| ------------------- | ------------- | ------------- | ------------- | ------------- | ------------- | ------------- | ------------- | ------------- | ------------- | --------------- |
| Rychlost            | 41-42         | —             | 0             | 16            | 36            | 5             | 5             | 4             | 19            | 1               |
| jednotlivě* (2/2/5) |               | —             |               |               |               | ,             | ,             | ,             |               | ,9,8,, · 4,,5,- |
| Bouldering          | —             | 0             | —             | —             | —             | —             | —             | —             | —             |                 |
| jednotlivě*         | —             | ,35,          | —             | —             | —             | —             | —             | —             | —             |                 |

* poznámka: nalevo jsou poslední závody v roce
| Mistrovství Evropy | Mistrovství Evropy | Mistrovství Evropy |
| Rok                | 2013               | 2015               |
| ------------------ | ------------------ | ------------------ |
| Rychlost           | 14                 | 13                 |

| Mistrovství Francie | Mistrovství Francie | Mistrovství Francie | Mistrovství Francie | Mistrovství Francie | Mistrovství Francie | Mistrovství Francie |
| Rok                 | 2011                | 2012                | 2013                | 2014                | 2015                | 2016                |
| ------------------- | ------------------- | ------------------- | ------------------- | ------------------- | ------------------- | ------------------- |
| Rychlost klasika    | 2                   | 2                   | 1                   | 2                   |                     | 1                   |
| Rychlost rekord     |                     |                     |                     |                     | 1                   |                     |